# Auguste Dupont
Pierre Augustin (Auguste) Dupont (Ensival, 9 februari 1827 – Elsene, 17 december 1890) was een Belgisch pianist en componist.
Hij was zoon van handelaar Joseph Auguste Dupont en Angéline Sardinois. Zijn broer Joseph Dupont werd violist. Hij was gehuwd met Laure Eléonore Wibin-Gillard. Hij was in het bezit van de Leopoldsorde (officier) en hij was ook lid van de Koninklijke Academie voor Schone Kunsten van Brussel. Verviers heeft een Rue Auguste Dupont (postcode 4800).
Dupont ging in 1838 naar het Koninklijk Conservatorium in Luik om te studeren bij Jules Jalheau (een leerling van Henri Herz en Friedrich Kalkbrenner). Dupont behaalde daar in 1843 de eerste prijs op het pianoconcours.
Door het voortijdig overlijden van zijn vader keerde hij terug naar zijn geboortehuis in Ensival, waar hij pianolessen ging geven, vaak aan de rijken van de naburige kastelen. In deze tijd leerde hij de achtenveertig preludes en fuga's van Bachs Das wohltemperierte Klavier uit het hoofd, en halverwege de jaren 1840 begon hij zelf pianomuziek uit te geven. Zich ervan bewust dat zijn stijl en visie moesten worden verbreed, besloot hij eerst naar Brussel te reizen, vervolgens naar Londen en andere Engelse steden in 1850, en later, in 1852, naar Berlijn, Keulen, Bonn, Koblenz, Frankfurt en Leipzig, waar een vriendschappelijke relatie met Ignaz Moscheles ontstond. Moscheles, toen achtenvijftig, maakte nog steeds indruk op Dupont met zijn nieuwe composities (zoals de Grande sonate symphonique nr. 2, Op 112, en de Quatre Grandes Études de Concert, op. 111). In Berlijn trad hij vanwege zijn vriendschap met Giacomo Meyerbeer op aan het koninklijk hof.
Na zijn terugkeer in België werd hij benoemd tot hoofdleraar piano aan het Koninklijk Conservatorium van Brussel. Hij volgde hier Aimé Michelot op. In Brussel begon hij zijn techniek te verbeteren en samen met Gustave Sandré een pianomethode te ontwikkelen. In 1882 kwam die methode École de piano du Conservatoire royal de Bruxelles gereed voor publicatie.
Dupont bleef als vooraanstaand pianist concertreizen maken naar Nederland in 1856 waar hij minstens zes druk bezochte concerten gaf, en naar Berlijn in 1859. Hij trad geregeld op met zijn collega Louis Brassin. Afgezien van die paar concertreizen bleef Dupont voor de rest van zijn leven wonen en werken in Brussel.
In zijn laatste jaren aan het Conservatorium van Brussel gaf hij ook les in het vak kamermuziek. Als pianist begeleidde Dupont vaak zijn broer, de violist Joseph Dupont, vooral na 1872 toen Joseph artistiek leider werd van de concertserie "Concerts de l'Association des Artistes Musiciens" en in 1881, toen Henri Vieuxtemps zich had teruggetrokken vanwege gezondheidsredenen, van de serie "Concerts Populaires de Musique Classique" in de Belgische hoofdstad.
Dupont heeft een pianoconcert geschreven in 1850, een jeugdwerk, en een tweede concert met als opus 31 waarvan de datum niet bekend is. Verder schijnt Dupont in het voorjaar van 1856 een grootschalig Concerto symphonique in e-mineur voor piano en orkest geschreven te hebben dat op 31 januari 1857 voor het eerst in Brussel werd uitgevoerd. Een werk dat door Berlioz zeer bewonderd werd. 
In het begin van de jaren 70 schreef Dupont een pianoconcert in f-mineur dat het opusnummer 49 draagt. Hij heeft het werk herzien in 1880 en het is uitgegeven door Schott in 1882. Op het manuscript van het werk dat in de bibliotheek van het Koninklijk Conservatorium in Luik ligt, staat het gemarkeerd als "Nr.3" met als opusnummer 46. 
De première is gespeeld door Dupont zelf en daarna is het werk nog verschillende keren uitgevoerd door pianisten als Eugen d'Albert, Franz Rummel (die het als leerling van zowel Dupont als Brassin in maart 1887 in Brussel speelde) en de Engelse pianist Fanny Frickenhaus (meisjesnaam: Evans), die bij Dupont in Brussel had gestudeerd. Frickenhaus speelde de Engelse première van het werk op 1 december 1883 met veel succes in het Crystal Palace.
In Nederland waren Johanna Kühne en de dochter van Johannes Verhulst, Anna Charlotte Verhulst (1858-1938) tijdelijk leerlingen van hem.
Werklijst:
Opusnummer bekend
- opus 1: Variations sur un air populair liegeois (1846)
- opus 2: La pluie de mai
- opus 3: La penseée, morceau détaché
- opus 5: Grand galop fantastique, dédié a Meyerbeer
- opus 11: Premier allegro du concerto en fa
- opus 12: Six contes du foyer, en morceaux séparés pour pinao
- opus 14: Duo pour piano et violon
- opus 16: Réminiscences pastorales
- opus 17: Barcarole
- opus 18: Chanson de jeunes filles
- opus 19: Canzonetta
- opus 19: Mazurka et ballade
- opus 20: Réverie
- opus 22: Variations de concert, dans le style sévere
- opus 25: Danse des Almées
- opus 26: Tocatelle
- opus 27: Chanson hongroise
- opus 28: Sérénade espagnole
- opus 33: Grand trio pour piano, violon et violoncell
- opus 35: Berceuse
- opus 36: Toccata
- opus 37: Trois dances sur le style ancien
- opus 41: Fantaisies et fugue (linkerhand)
- opus 42: Concertstück
- opus 43: Premiere ballade
- opus 45: Quetrieme impromptu
- opus 45 bis: trois danses caractéristiques
- opus 46: Troisieme sérénade
- opus 48: Roman en dix pages
- opus 49: Pianoconcert
- opus 59: Rondes Ardennaises
- opus 60: Valse expressive
- opus 65: Etude

Opusnummer (nog) onbekend:
- Etude de trilles
- La sérénade
- Eerste pianoconcert
- Trois cahiers de réminiscences pastorales
- Nouvelles réminiscences pastorales
- Etude fantastique a 5 temps (1854)
- Sonate pour piano et violon
- Lamento, poésie élégiaque pour piano
- Plusieurs airs de dance
- Le tremolo staccato
- Fantaisie pour piano et orchestra
- Sonate voor piano en viool
- Variations classiques
- Le mouvement perpétuel
- Marche et scene druidique
- Tweede pianoconcert
- Fuga en bourree voor piano solo
- Kwartet voor twee violen, altviool en cello of contrabas
- Trois impromptus de concert pour piano et violon
- Deux valses
- Trois morceaux impromptu pour piano et violon

- Bibsys: 7032961
- Biblioteca Nacional de España: XX1088989
- Bibliothèque nationale de France: cb17332033q (data)
- Catàleg d'autoritats de noms i títols de Catalunya: 981058518335006706
- Gemeinsame Normdatei: 116252480
- International Standard Name Identifier: 0000 0000 7139 8395
- Library of Congress Control Number: nr2006004394
- MusicBrainz: ff607ace-6bd0-4605-add6-a6c5515edba7
- Nationale Bibliotheek van Tsjechië: utb2011657882
- Nationale Bibliotheek van Israël: 987007443731405171
- Nationale en Universitaire bibliotheek Zagreb: 000035925
- Nederlandse Thesaurus van Auteursnamen: 150950551
- Réseau des bibliothèques de Suisse occidentale: 02-A009029416
- Istituto Centrale per il Catalogo Unico: MUSV023603
- Système universitaire de documentation: 115109080
- Virtual International Authority File: 59831260